# Wasseiges
Wasseiges (en wallon Wazedje) est une commune francophone de Belgique située en Région wallonne dans la province de Liège, ainsi qu'une localité où siège son administration.
La commune compte près de 3 000 habitants pour une superficie de 24,54 km2, soit une densité d'environ 120 habitants/km2. Elle se trouve en Hesbaye, dans l'arrondissement de Waremme.

## Géographie
La commune se situe en Hesbaye, à l'extrême ouest de la province de Liège et est limitrophe de la province de Namur.

### Communes limitrophes
| Orp-Jauche | Hannut    |          |
| Éghezée    | Wasseiges | Hannut   |
| Fernelmont | Burdinne  | Burdinne |

### Sections de commune

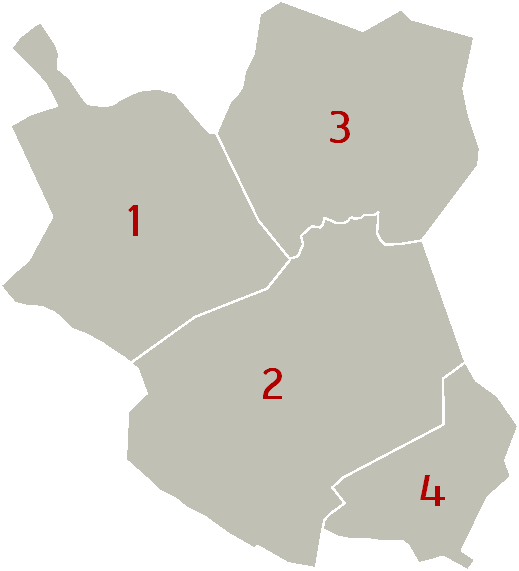
Sections de la commune

| # | Nom       | Superf. (km²) | Habitants (2020) | Habitants par km² | Code INS |
| - | --------- | ------------- | ---------------- | ----------------- | -------- |
| 1 | Wasseiges | 6,75          | 1.022            | 151               | 64075A   |
| 2 | Meeffe    | 9,02          | 868              | 96                | 64075C   |
| 3 | Ambresin  | 6,15          | 720              | 117               | 64075B   |
| 4 | Acosse    | 2,56          | 359              | 140               | 64075D   |

## Démographie

### Démographie: Avant la fusion des communes
- Source: DGS recensements population

### Démographie: Commune fusionnée
En tenant compte des anciennes communes entraînées dans la fusion de communes de 1977, on peut dresser l'évolution suivante :
Les chiffres des années 1831 à 1970 tiennent compte des chiffres des anciennes communes fusionnées.
- Source: DGS , de 1831 à 1981=recensements population; à partir de 1990 = nombre d'habitants chaque 1 janvier[1]

## Histoire

### L'exploitation de la craie
À Wasseiges, il y a eu une exploitation souterraine de la craie au cours des siècles passés. Les marnières ont été creusées afin d'extraire la craie qui était notamment destinée à être épandue sur les champs hesbignons. 
Il y a encore des galeries souterraines qui n'ont pas été remblayées. Il y avait régulièrement des effondrements de carrières oubliées.

## Héraldique
|  | La commune possède des armoiries qui lui ont été octroyées le 31 juillet 1926 et confirmée le 27 décembre 1982. Elles sont copiées sur celles des Barons d'Obin, seigneurs de Wasseiges aux XVIIe et XVIIIe siècles. Ces armoiries apparaissent aussi sur un sceau du conseil du XIIe siècle. Précédemment le conseil employait un sceau avec un lion, dérivé des armoiries de Namur. La seule différence avec les armoiries de la famille Obin si situe au niveau de l'aigle inférieur dans les armoiries de la commune, aigle qui regarde à droite alors que dans celles de la famille il regarde à gauche. Blasonnement : D'argent à trois aigles de sable, celle de la pointe contournée, au chef d'azur chargé d'une étoile à cinq rais d'or. L'écu sommé d'une couronne à neuf perles posées sur le cercle et supporté par deux léopards lionnés. Source du blasonnement : Heraldy of the World. |

## Politique et administration

### Collège et conseil communal 2024-2030
| Collège communal   |                          |                      |
| ------------------ | ------------------------ | -------------------- |
| Bourgmestre        | Thomas Courtois          | MR - Union Communale |
| 1er Échevin        | Adrien Begon             | Union Communale      |
| 2e Échevin         | Arnaud Cornet            | MR - Union Communale |
| 3e Échevine        | Nadine Leheureux-Marique | Union Communale      |
| Présidente du CPAS | Marie-France Léonard     | MR - Union Communale |

## Patrimoine et culture

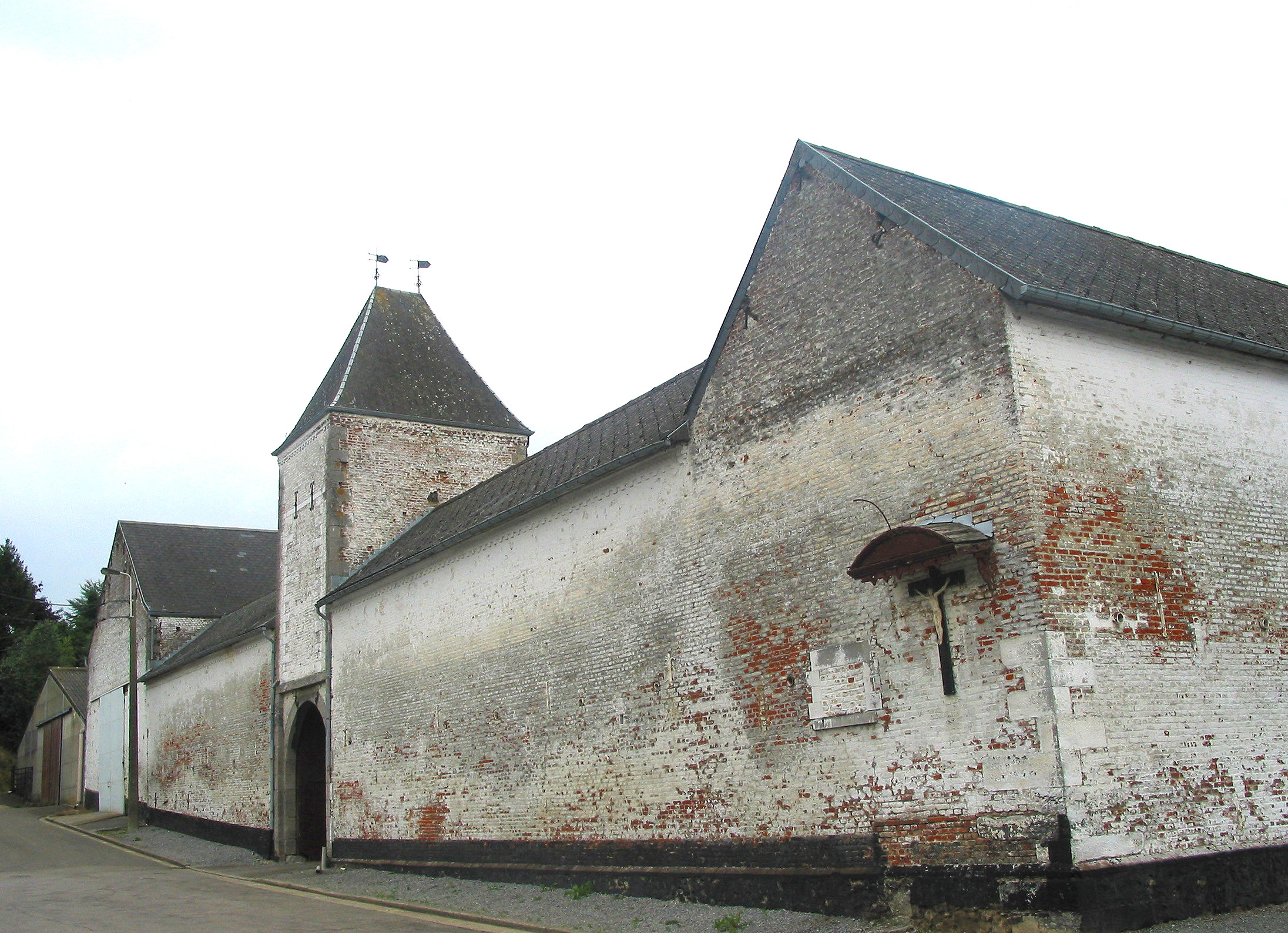
Ferme du Christ : vieille ferme hesbignonne de la localité.
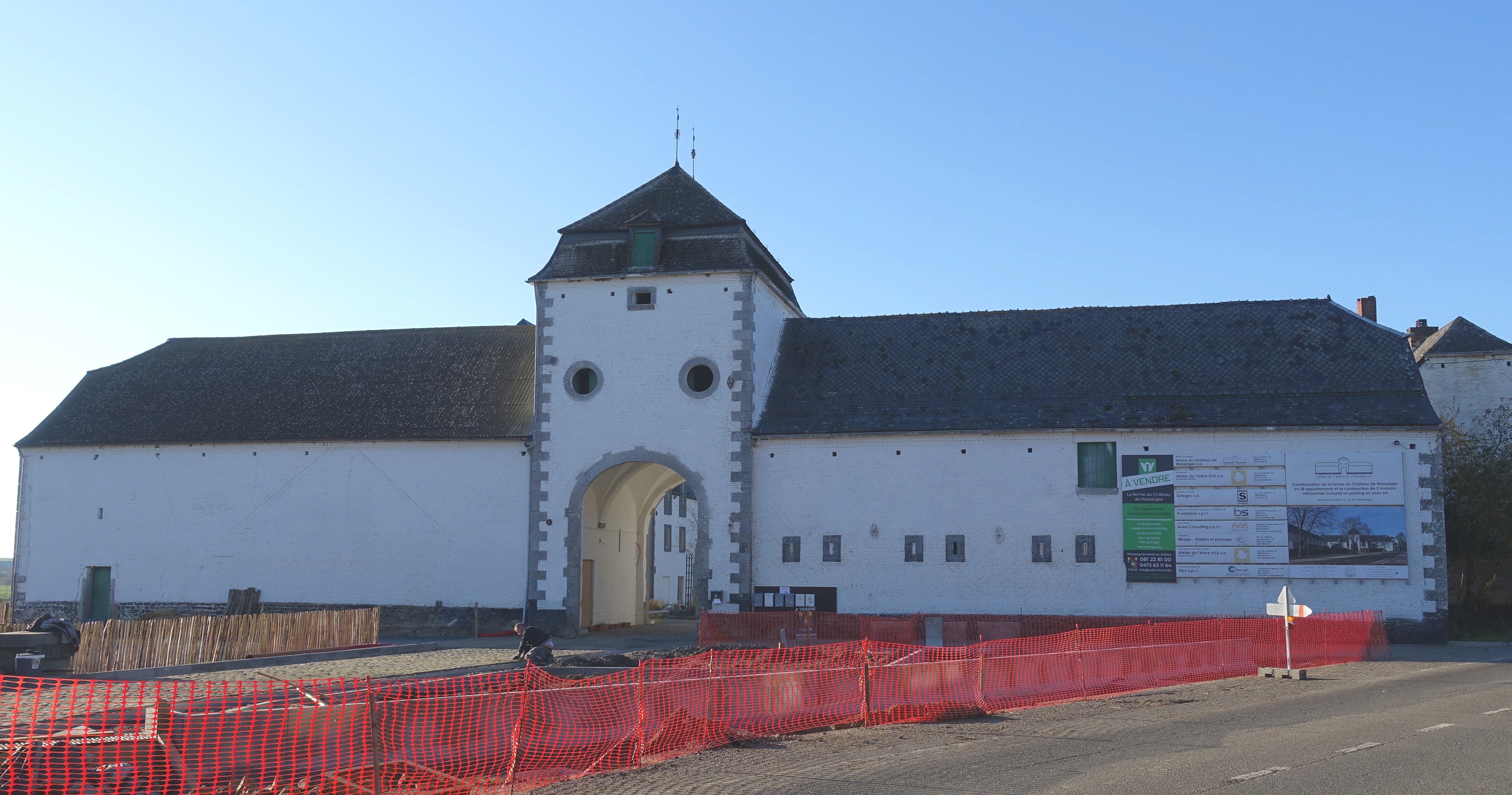
Ferme de l'ancien château de Wasseiges.
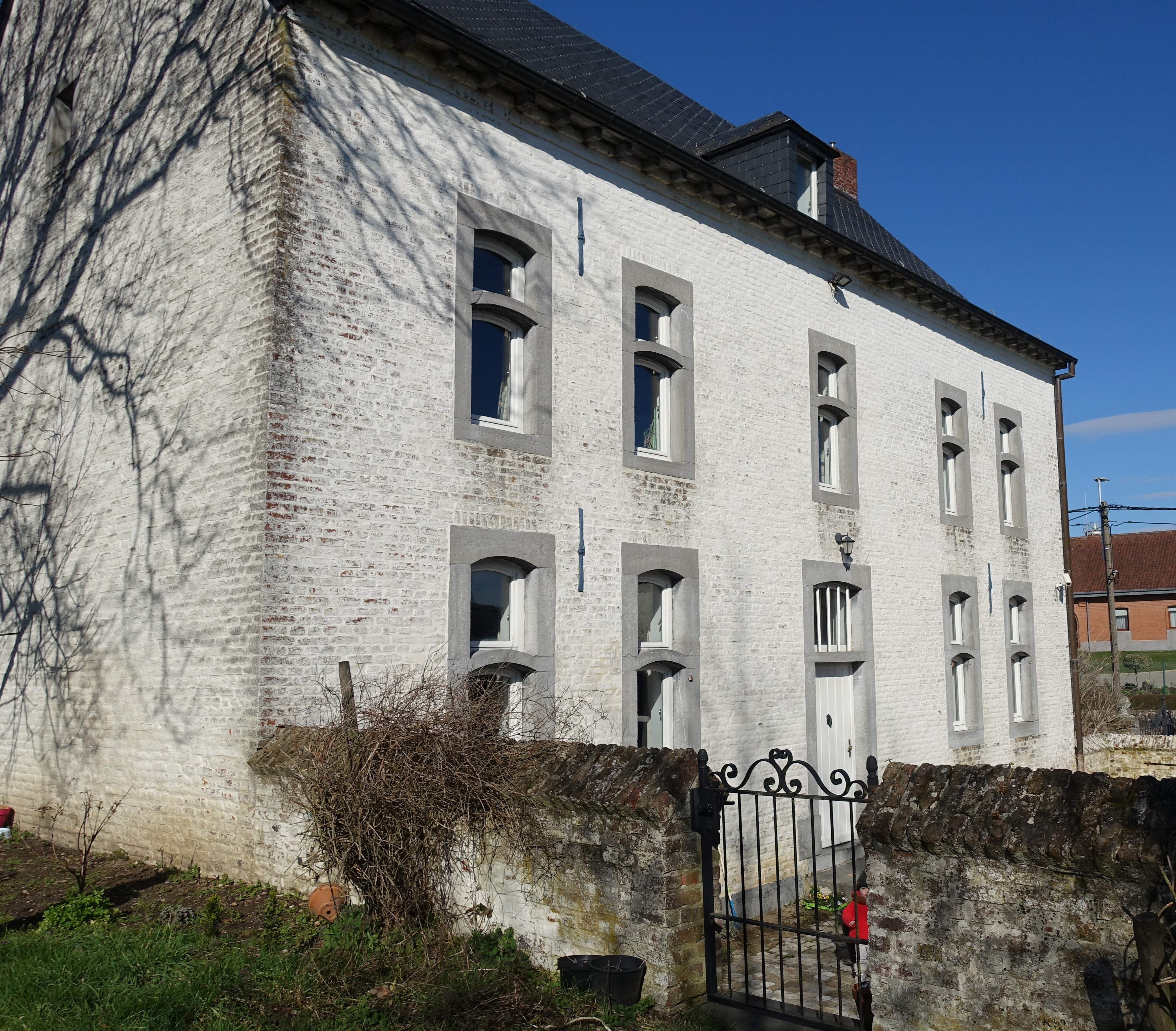
Maison du Bailliu du XVIIIe siècle.